# Љубо Бабић (сликар)
Љубо Бабић (Јастребарско, Аустроугарска, 14. јун 1890 — Загреб 14. мај 1974) био је један од највећих хрватских и својевремено југословенских сликара и историчара уметности.

## Биографија
Родио се у Јастребарском (Аустроугарска) 14. јуна 1890. године. 
Завршио је Академију у Минхену и Филозофски факултет у Загребу, где је 1915. у своме атељеу отворио Модерну сликарску школу, а потом више од четири деценије предавао на загребачкој Академији. Члан је групе Медулић, један од оснивача Групе тројице. Један од најзначајнијих хрватских сликара портрета, пејзажа, мртвих природа и фигуралних композиција. Након раног симболистичког (Удовице) и кратког експресионистичког раздобља (Црвени стјегови), развијао се према изразитом колористичком сликарству (циклусима пејзажа из Хрватског Загорја, Лике, Далмације - Мој родни крај); Сјајне импресије забележене акварелом и пастелом са путовања Шпанијом, Италијом и Далмацијом. Изузетно плодан сценограф загребачких позоришних кућа за које је од 1918. поставио бројне драме, балете и опере (Вилијам Шекспир, На три краља).
Своја дела је излагао у оквиру павиљона Краљевине Србије на међународној изложби у Риму 1911. године.
Написао више дела из историје уметности (Умјетност код Хрвата; Daumier; Француско сликарство 19. стољећа); организовао и конципирао значајне културне акције, изложбе те поставе галерија и музеја. Илустровао велики број књига; радио нацрте за плакате, ентеријере и друго. Преминуо је у Загребу 14. маја 1974. године.